# Panacela hirta
Panacela hirta är en fjärilsart som beskrevs av Walker 1865. Panacela hirta ingår i släktet Panacela och familjen Eupterotidae. Inga underarter finns listade i Catalogue of Life.